# Kathleen Rose Perkins
Kathleen Rose Perkins (New Baltimore (Michigan), 15 november 1974) is een Amerikaanse actrice.

## Biografie
Perkins doorliep de high school aan de Anchor Bay High School in St. Clair County (Michigan) waar zij in 1992 haar diploma haalde. Hierna ging zij studeren aan de Western Michigan University in Kalamazoo waar zij haar bachelor of fine arts haalde in muziek. Tijdens haar studie kwam zij in aanraking met acteren en koos ervoor om haar carrière te richten op het acteren.

## Filmografie

### Films
- 2019 Walk. Ride. Rodeo. - als Stacy
- 2018 Almost Home - als Linda
- 2018 Juveniles - als Sidney
- 2018 The Simone Biles Story: Courage to Soar - als Aimee Boorman
- 2016 Pearl - als Virginia
- 2015 Abducted - als Caitlin Shaker
- 2015 Heaven Sent - als Daphne
- 2015 The Better Half - als Calista / Cali Ryan
- 2014 Six Dance Lessons in Six Weeks - als Susie
- 2014 Gone Girl - als Shawna Kelly
- 2014 A Short History of Decay - als Shelly
- 2014 Home, James – als Anita Massie
- 2014 The Skeleton Twins - als Carlie
- 2013 Enough Said – als Fran
- 2013 Paradise – als Amber
- 2013 The Gates – als Helen Baxley
- 2012 Cowgirls n' Angels – als Rebecca
- 2012 The Pact – als Liz
- 2010 10 Years Later – als Miranda Miller-Huffman
- 2009 Married Not Dead – als Christine
- 2008 Never Better – als Claire
- 2008 Untitled Victoria Pile Project – als Zoe Sherman
- 2005 Living 'til the End – als Cynthia
- 2005 The Island – als lid van Laurent team
- 2005 Talk Show Diaries – als Marion
- 2005 Suzanne's Diary for Nicholas – als Kate Wilkinson
- 2004 Burning Annie – als Jen

### Televisieseries
Uitgezonderd eenmalige gastrollen.
- 2021 Doogie Kamealoha, M.D. - als dr. Clara Hannon - 10 afl.
- 2021 Big Shot - als Maggie Goodwyn - 7 afl.
- 2020 I Am Not Okay with This - als Maggie Novak - 7 afl.
- 2015-2019 Fresh Off the Boat - als Mey-Mey - 6 afl.
- 2019 Single Parents - als Bobbi Babsen - 2 afl.
- 2017-2018 American Housewife - als Stacy Clouser - 2 afl.
- 2011-2017 Episodes – als Carol Rance – 40 afl.
- 2016-2017 You're the Worst - als Priscilla - 3 afl.
- 2016-2017 Colony - als Jennifer McMahon - 11 afl.
- 2016 Code Black - als Amanda Nolan - 4 afl.
- 2015 Ballot Monkeys - als Melanie Buck - 5 afl.
- 2009-2013 NCIS: Los Angeles – als Rose Carlyle – 5 afl.
- 2009-2010 'Til Death – als Ms. Duffy – 12 afl.
- 2009 Gary Unmarried – als Joan Plummer – 3 afl.
- 2009 Trust Me – als Amy – 6 afl.
- 2008-2009 The Game – als Faye – 2 afl.
- 2007 Tell Me You Love Me – als Julia – 4 afl.
- 2006-2007 Help Me Help You – als Jocelyn – 4 afl.
- 2006 Stacked – als Zoey – 2 afl.

- Biblioteca Nacional de España: XX5335145
- International Standard Name Identifier: 0000 0003 8385 7044
- Library of Congress Control Number: no2012141003
- Virtual International Authority File: 272297824
- WorldCat: E39PBJqVYkGRwwff6vyM838Qv3